# Жердій Євген Миколайович
Євге́н Микола́йович Жерді́й (нар. 3 квітня 1918 — пом. 14 червня 1942) — радянський військовий льотчик часів Другої світової війни, командир ланки 273-го винищувального авіаційного полку 268-ї винищувальної авіаційної дивізії (8-ма повітряна армія), лейтенант. Герой Радянського Союзу (1942).

## Біографія
Народився 3 (за іншими даними — 5) квітня 1918 року в селі Велика Виска, нині Маловисківський район Кіровоградської області, в селянській родині. Українець. Після закінчення середньої школи працював на шахтах Донбасу.
До лав РСЧА призваний у серпні 1937 року Сталінським РВК Сталінської області. 1940 року закінчив Чугуївське військове авіаційне училище льотчиків. За лишений при училищі льотчиком-інструктором.
З початком німецько-радянської війни залишався у попередній посаді. В березні 1942 року як інструктор проводив льотну перепідготовку жіночих 586-го винищувального (командир — майор Т. О. Казарінова) і 587-го бомбардувального (командир — майор М. М. Раскова) авіаційних полків на винищувач Як-1. На фронтах німецько-радянської війни з 1 травня 1942 року.
Протягом травня — червня 1942 року здійснив 75 бойових вильотів, у 14 повітряних боях збив особисто 4 і в парі 4 літаки супротивника.
14 червня 1942 року командир авіаційної ланки 273-го винищувального авіаційного полку лейтенант Є. М. Жердій в парі з молодшим лейтенантом Усовим перебував у повітряній розвідці в районі села Роздольне Харківської області. Під час виконання бойового завдання вступив у повітряний бій з двома ворожими винищувачами Ме-109, внаслідок якого один літак ворога збив, а другий — таранив. При цьому сам отримав поранення, вистрибнув з пошкодженого літака, але парашут відкрити не зміг.
З військовими почестями похований бійцями 9-ї гвардійської стрілецької дивізії, які стали свідками повітряного бою.
Нині прах лейтенанта Є. М. Жердія перебуває в братській могилі села Моначинівка Куп'янського району Харківської області.

## Нагороди
Указом Президії Верховної Ради СРСР від 5 листопада 1942 року за зразкове виконання бойових завдань командування на фронті боротьби з німецькими загарбниками та виявлені при цьому відвагу і героїзм, лейтенантові Жердію Євгену Миколайовичу присвоєне звання Героя Радянського Союзу (посмертно).
Також був нагороджений орденом Червоного Прапора (17.06.1942).